# Australisk koel
Australisk koel (Eudynamys orientalis) är en fågel i familjen gökar inom ordningen gökfåglar.

## Utseende och läte
Australisk koel är en stor gök med lysande röda ögon. Hanen är helsvart, honan tvärbandad i olika mönster med svart hjässa och ett tydligt mustaschstreck. Arten är mycket ljudlig, med bland annat ett genomträngande "coo-eee" och en längre serie liknat vid ett billarm.

## Utbredning och systematik
Artgränserna mellan australisk koel, asiatisk koel och sulawesikoel är omstridda. Här följs Clements et al som delar in arten i åtta underarter, fördelade på två undergrupper, med följande utbredning:
- orientalis-gruppen
  - E. o. orientalis – södra Moluckerna
  - E. o. picatus – Sumba till Timor och Kaiöarna
  - E. o. rufiventer – Nya Guinea
  - E. o. hybrida – Long Islands (Crown, Long och Tolokiwa), mellan Nya Guinea och Niu Briten
  - E. o. salvadorii – Bismarckarkipelagen
  - E. o. alberti – Salomonöarna
- cyanocephalus-gruppen
  - E. o. cyanocephalus – norra Queensland till New South Wales, Australien
  - E. o. subcyanocephalus – nordvästra Australien till nordvästra Queensland

Andra inkluderar sulawesikoeln i australisk koel samt fåglar i norra Moluckerna som vanligen placeras i asiatisk koel.

## Levnadssätt
Australisk koel hittas i olika miljöer, även relativt vanligt i stadsnära områden. Den hörs ofta, till och med på natten eller strax före gryningen.

## Status
IUCN kategoriserar arten som livskraftig, men inkluderar sulawesikoeln samt fåglar i norra Moluckerna i bedömningen.

## Artnamnets och trivialnamnetsetymologi
Artnamnet är sammansatt av grekiska eu‑, ἐΰ‑ (”god”, ”riktig”, ”sann”) och dynamis, δύναμις (”kraft”, ”styrka”). Artnamnet skapades av Nicholas Aylward Vigors och Thomas Horsfield 1826.
Artepitetet orientalis betyder ”östlig” på latin.
Trivialnamnet är onomatopoetiskt.